# Pterostichus surgens
Pterostichus surgens är en skalbaggsart som beskrevs av Leconte 1878. Pterostichus surgens ingår i släktet Pterostichus och familjen jordlöpare. Inga underarter finns listade i Catalogue of Life.